# Carex queretarensis
Espèce
Classification phylogénétique
Carex queretarensis est une espèce des plantes du genre Carex et de la famille des Cyperaceae.